# Hoplitimyia aleus
Hoplitimyia aleus är en tvåvingeart som först beskrevs av Walker 1849.  Hoplitimyia aleus ingår i släktet Hoplitimyia och familjen vapenflugor. Inga underarter finns listade i Catalogue of Life.